# Ramón Martínez-Vigil
Ramón Martínez-Vigil   (Siero, 12 de setembre de 1840 - Somió, 17 d'agost de 1904) fou un prelat espanyol, bisbe d'Oviedo des de 1884 fins a la seva mort.

## Biografia
Ramon Martínez Vigil neix a Tiñana però al poc temps es trasllada al costat de la seva família a Pola de Laviana, lloc on passarà la seva infància i joventut. A Laviana inicia els seus estudis eclesiàstics. Una vegada començats es trasllada a la localitat toledana d'Ocaña per a estudiar en el seminari missioner dels dominics.
El 1863 s'ordena sacerdot i poc temps més tard es trasllada a Manila, Filipines on es doctora en Teologia. És en la seva etapa doctoral quan coneix el teòleg asturià Fray Zeferino González y Díaz Tuñón. És nomenat rector de la Universitat de Manila obtenint la càtedra de Filosofia i Teologia
El 1876 torna a Espanya i el 17 de març de 1884 és nomenat per al càrrec de bisbe d'Oviedo sent ordenat bisbe el 9 de juny de 1884. Entre les obres més importants durant el seu bisbat hi ha la basílica de Covadonga i el Seminari d'Oviedo.
Mor el 17 d'agost de 1904 al palau episcopal de Somió a Gijón, sent enterrat a la capella de Santaolaya a la catedral d'Oviedo. Va ser condecorat amb la Gran Creu del Mèrit Militar
Era oncle de Maximiliano Arboleya i va ser senador per l'arxidiòcesi de Santiago de Compostel·la en dues legislatures.